# Pollock (Louisiana)
Pollock és una població dels Estats Units a l'estat de Louisiana. Segons el cens del 2000 tenia 376 habitants.

## Demografia
Segons el cens del 2000, Pollock tenia 376 habitants. La densitat de població era de 115,2 habitants/km².
Per edats la població es repartia de la següent manera: un 28,5% tenia menys de 18 anys, un 7,7% entre 18 i 24, un 25,5% entre 25 i 44, un 22,6% de 45 a 60 i un 15,7% 65 anys o més.
L'edat mediana era de 38 anys. Per cada 100 dones de 18 o més anys hi havia 83 homes.
La renda mediana per habitatge era de 25.625 $ i la renda mediana per família de 29.063 $. Els homes tenien una renda mediana de 21.250 $ mentre que les dones 28.125 $. La renda per capita de la població era de 12.134 $. Entorn del 20,5% de les famílies i el 22,9% de la població estaven per davall del llindar de pobresa.

## Poblacions més properes
El següent diagrama mostra les poblacions més properes.